# Giro delle Fiandre 1939
Il Giro delle Fiandre 1939, ventitreesima edizione della corsa, si svolse il 2 aprile 1939 su un percorso di 230 km con partenza a Gand e arrivo a Wetteren. Fu vinto dal belga Karel Kaers, al traguardo con il tempo di 6h32'00", alla media di 35,200 km/h, davanti ai connazionali Romain Maes e Edward Vissers. Conclusero la prova 47 dei 169 ciclisti al via.

## Percorso
Partita da Gand, la corsa attraversò tra le altre le località di Bruges (km 40), Ostenda e Kortrijk (km 123). La prima salita, a Kwaremont, fu al km 135; dopo il passaggio da Ronse si ebbero dunque le altre due salite, il Kruisberg e l'Edelareberg. La corsa si concluse a Wetteren dopo 230 km.

## Ordine d'arrivo (Top 10)
| Pos. | Corridore               | Squadra | Tempo    |
| ---- | ----------------------- | ------- | -------- |
| 1    | Karel Kaers             | Alcyon  | 6h32'00" |
| 2    | Romain Maes             | -       | s.t.     |
| 3    | Edward Vissers          | Alcyon  | a 10"    |
| 4    | Roger Van Den Driessche | Essor   | a 1'15"  |
| 5    | Auguste Toubeau         | Essor   | a 2'30"  |
| 6    | Frans Spiessens         | Helyett | s.t.     |
| 7    | Sylvain Grysolle        | Dilecta | s.t.     |
| 8    | Joseph Moerenhout       | Colin   | s.t.     |
| 9    | Frans Bonduel           | Dilecta | s.t.     |
| 10   | Albert Hendrickx        | Labor   | s.t.     |